# Engelhardt Lake
Der Engelhardt Lake ist ein 339 km² großer subglazialer See an der Gould-Küste des westantarktischen Marie-Byrd-Lands. Er liegt unter dem Whillans-Eisstrom.
Das Advisory Committee on Antarctic Names benannte ihn 2019 in Anlehnung an die Benennung des benachbarten Engelhardt Ice Ridge. Dessen Namensgeber ist der US-amerikanische Geophysiker Hermann Engelhardt vom California Institute of Technology, der zwischen 1991 und 1996 in vier Kampagnen an Bohrprojekten des United States Antarctic Program im Whillans- und dem Kamb-Eisstrom beteiligt war.